# ECOLE DE MANGA JAPONAIS DE MONTREAL
モントリオール・ジャパニーズ・マンガ・スクール
（「Ecole de Manga japonais de Montreal（仏）」「Montreal Japanese Manga School（英）」）は、
カナダ・ケベック州・モントリオールにあるスクール。
略称は Manga Montreal（フランス語発音では、「マンガ・モレアル」）
2014年に松本梓により設立された漫画および日本語、日本の文化を学ぶ国際グローバルスクール。
授業は生徒の国籍によってフランス語、英語、日本語が使われる。

## 昼間部
- マンガコース
- マンガオンラインコース
- 日本語コース
- 日本語オンラインコース

## 夜間部
- マンガオンラインコース
- 日本語オンラインコース

## 沿革
2014年
- モントリオール・ジャパニーズマンガ・スクール
（「Ecole de Manga japonais de Montreal（仏）」「Montreal Japanese Manga School（英）」）創立
- 校長に松本梓（CEO : Azusa Matsumoto）就任
- 私立ブレ・ブフ中学校・高等学校（College Jean de Brebeuf）の校舎の一部にモントリオール・ジャパニーズマンガ・スクールを設置
- 州立モントリオール大学とのコラボレーションで、私立スタニスラス小学校（College Stanislas）にて、子供たちにマンガ&サイエンスの授業を開講
- モントリオール最大規模マンガイベント「Otakuthon 」(英語版) 参加
- 私立ブレ・ブフ中学校（College Jean de Brebeuf）にて、授業の一環としてマンガの授業をスタート

2015年
- 雑誌「Montreal Enfants」にカラーページで紹介される
- スタジオYOU・コミックライブ「夏祭り2015」に参加
- モントリオール最大規模マンガイベント「Otakuthon」パンフレットの全面カラーページにて紹介される
- セントローレンス市の公立中学校でマンガの授業を開催
- セントローレンス市の公立図書館でマンガ&日本文化の授業を開催
- モントリオール市の公立Benny図書館でマンガ&日本文化の授業を開催
- モントリオール市の公立Rosemont図書館でマンガ&日本文化の授業を開催
- アンジュ市の公立Anjou図書館でマンガ&日本文化の授業を開催
- モントリオール市Outremont図書館でマンガ&日本文化の授業を開催

## メディア
各国のメディア・新聞にモントリオール・ジャパニーズマンガ・スクール
（「Ecole de Manga japonais de Montreal（仏）」/「Montreal Japanese Manga School（英）」）が
伝えた日本のマンガ文化が記事として取り上げられている
- フランス最大大手新聞「Le Monde（2015/1/29）〈仏語〉」
- カメルーン新聞「CamerPost(2015/1/31) 〈仏語〉」
- カメルーンニュース「Cameroon voice(2015/1/30) 〈仏語〉」
- アフリカ有名情報サイト「Voila night(2015/2/5)〈仏語〉 」
- アメリカグローバルニュース「Worldcrunch(2015/2/16)〈英語〉」

## グループ
- マンガを通しての人道支援団体「Manga Africa」 代表：カッセム・タレック（CEO : Tarek Kassem）